# Nadia Tagrine
Pour les articles homonymes, voir Tagrine.
Nadia Tagrine, née le 13 juillet 1917 à Paris 14e et décédée le 1er juin 2003 à Château-Thierry (Aisne), est une pianiste franco-russe.

## Biographie
Elle apprend le piano avec deux pianistes russes réfugiés : Lubochitz et Kamtchattoff puis au Conservatoire national supérieur de Paris avec Lazare-Lévy, Yves Nat et Joseph Calvet en musique de chambre.
Par la suite, cherchant toujours à se perfectionner, elle enrichira ses connaissances, entre-autres, auprès de Vlado Perlemuter, de Samson François, son camarade du Conservatoire et finalement, en 1956 de György Sebők.
Son admiration, son estime pour ce dernier est immense: c'est celui qui lui fit approfondir le monde de la souplesse, (découvert grâce à Lazare-Lévy) ainsi que le jeu basé entièrement sur la décontraction et la recherche du beau son. Sur ses conseils, elle arrête de donner des concerts pendant un an afin de modifier totalement sa technique et de s'adapter à celle de l'école hongroise.
Le 25 août 1944, elle perd tragiquement son jeune frère Michel (Croix de la Libération à titre posthume) violoniste de 21 ans et élève de Galamian, abattu par un SS, alors qu'il avait hissé un drapeau blanc au 17 rue du faubourg du temple (plaque commémorative), puis quelques mois plus tard son père Boris, médecin.
Le destin lui fait alors rencontrer Roland-Manuel qui recherche une voix pour une émission radiophonique dialoguée. Il sera son père spirituel et elle animera avec lui dès octobre 1944 la célèbre émission "Plaisir de la Musique". C'était une émission publique, en direct, qui avait lieu tous les dimanches à la salle Favart. Les dialogues entre Nadia Tagrine et Roland-Manuel étaient entrecoupés de pièces jouées en soliste ou avec orchestre par Nadia Tagrine. Manuel Rosenthal, Lily Laskine, Francis Poulenc, Henri Dutilleux, Claude Delvincourt, Arthur Honegger,
Irène Joachim et Jacques Chailley figuraient parmi les très nombreuses personnalités invitées à dialoguer avec eux.
La 667e et dernière émission aura lieu en octobre 1966.
Quatre livres seront tirés de ces émissions (éditions du Seuil) et seront traduits en allemand, espagnol et japonais.
Nadia Tagrine produira seule d’autres émissions de radio : « Toccata et variation sur un piano », tous les 15 jours de 1958 à 1972, et « Interprètes d’hier et d’aujourd’hui », de 1972 à 1975.
Au cours d’une tournée en Écosse en 1947, elle rencontre son mari Marc-André Béra, Normalien, agrégé d’anglais, alors directeur de l’Institut Français à Édimbourg. Ils resteront mariés près de 40 ans, jusqu’à la mort de ce dernier, le 31 mars 1990. Ils ont ensemble deux enfants : Michel, normalien, agrégé de mathématiques, et Nathalie, pianiste.
Nadia Tagrine donne de très nombreux concerts tant en France qu’à l'étranger.
Elle a joué en soliste sous la direction de chefs comme Ernest Ansermet, Hans Rosbaud, Manuel Rosenthal, Tony Aubin, Edmond Appia, Jean-François Paillard, Fernand Oubradous, ou Serge Baudo.
Son répertoire est immense. Elle allie toutes les époques, tous les styles, avec le même désir de découvrir et de faire aimer la musique de ses contemporains. Parmi eux : Francis Poulenc, Henri Sauguet, Erik Satie, Darius Milhaud, Jacques Ibert, Georges Auric, Jean Françaix, Daniel-Lesur, Germaine Tailleferre, Olivier Messiaen.
Elle créera également plusieurs œuvres écrites pour elle: "Nocturne-Songe" de Roland-Manuel - 13 tableaux naïfs d’Alain Bernaud  - "Danse des pantins"  de Jean Rivier - Mon piano (12 pièces faciles) de Jacques Chailley.
Ses partenaires de musique de chambre seront son frère Michel en premier lieu, puis entre autres les violonistes Devy Erlih et Yvonne Astruc, les violoncellistes Paul Bazelaire, Maurice Gendron, et Maurice Baquet, les flûtistes Marcel Moyse et Jean-Pierre Rampal.
Elle enseigne dans les classes supérieures à la Schola Cantorum de Paris de 1959 à 1980 et de 1978 à 1980 au Conservatoire National Supérieur de musique de Paris en cycle de perfectionnement, comme assistante de Vensislav Yankoff, où elle a sa fille Nathalie comme élève. En 1970, elle fera revivre le Conservatoire Hortense Parent, rue de Tournon à Paris, et en 1980, ayant quitté la Schola, elle développera alors ce Conservatoire en ouvrant de nombreuses classes d’instruments et de solfège. Il y aura plus de 170 élèves par an.
Nadia Tagrine se partagera durant plusieurs années entre sa carrière de concertiste et celle de professeur, formant de nombreux concertistes et professeurs parmi lesquels : Laurent Grynszpan compositeur et professeur agrégé, François Kerdoncuff, Annie Devize-Nalezny, Jean-Pierre Bartoli, Sylvie Lechevalier, Emmanuelle Bartoli, Gisèle Magnan, Philippe Tamborini, Maud Garbarini, Irène Kudela, Stéphane Fuks, Véronique Bonnecaze, et bien sûr sa fille Nathalie Béra-Tagrine.
Elle est membre de jury au Conservatoire national supérieur de musique de Paris, dans des concours nationaux et internationaux ainsi que dans des jurys d’agrégation de musique et d’instruments spécialisés à l’Université de Paris IV Sorbonne.
En 1984, elle est nommée vice-présidente de la Guilde française des Artistes solistes.
Jusqu'à la fin de sa vie, à 86 ans, elle jouera à 2 pianos ou à 4 mains avec sa fille, transmettra son savoir et partagera sa passion pour la musique avec ses élèves, en enseignant toujours avec dynamisme et gaité.
Elle est inhumée au cimetière de Vendières (Aisne).
En 2011, sa fille lui dédie une méthode de piano qui transmet son enseignement : la Méthode Tagrine (Van de Velde).

## Discographie
- 1959 Wilhelm Friedemann Bach : Sonate en sol majeur et 6 Polonaises. Erato EFM 42048 33 t
- 1963 Daniel-Lesur : Variations pour piano et orchestre à cordes. Erato mono LDE 3235 - stéréo STE 50135 33t
- 1984 Pièces diverses pour les premières années de piano. « PIANINO 1 ». Pianissime MAG 2015 33 t

## Distinctions
- Chevalier de l'ordre national du Mérite.
- Officier des Arts et Lettres.